# Elezioni presidenziali in Benin del 2016
Le elezioni presidenziali in Benin del 2016 si tennero il 6 marzo (primo turno) e il 20 marzo (secondo turno).

## Risultati
| Candidati              | Partiti                            | I turno   | I turno | II turno  | II turno |
| Candidati              | Partiti                            | Voti      | %       | Voti      | %        |
| ---------------------- | ---------------------------------- | --------- | ------- | --------- | -------- |
| Patrice Talon          | Indipendente                       | 746 528   | 24,80   | 2 030 941 | 65,37    |
| Lionel Zinsou          | Forze Cauri per un Benin Emergente | 858 080   | 28,50   | 1 076 061 | 34,63    |
| Sébastien Ajavon       | Indipendente                       | 693 084   | 23,02   |           |          |
| Abdoulaye Bio-Tchané   | Alleanza per un Benin Trionfante   | 262 389   | 8,72    |           |          |
| Pascal Koupaki         | Indipendente                       | 177 251   | 5,89    |           |          |
| Robert Gbian           | Indipendente                       | 46 634    | 1,55    |           |          |
| Fernand Amoussou       | Indipendente                       | 35 390    | 1,18    |           |          |
| Issa Salifou           | Indipendente                       | 30 855    | 1,02    |           |          |
| Ake Natonde            | Indipendente                       | 26 501    | 0,88    |           |          |
| Nassirou Bako Arifari  | Indipendente                       | 19 012    | 0,63    |           |          |
| Mohamed Atao Hinnouho  | Indipendente                       | 12 441    | 0,41    |           |          |
| Youssao Aboudou Saliou | Indipendente                       | 12 215    | 0,41    |           |          |
| Bertin Koovi           | Indipendente                       | 11 292    | 0,38    |           |          |
| Altri <10000 voti      | -                                  | 78 786    | 2,62    |           |          |
| Totale                 | Totale                             | 3 010 458 | 100     | 3 107 002 | 100      |